# إندوشينا (فلم)
إندوشينا (بالفرنسية:Indochine) وتعني الهند الصينية ، هي فيلم فرنسي من نوع دراما الحرب، أنتج الفيلم سنة 1992 ، ويتحدث الفيلم عن فرنسية تملك مزرعة في جنوب غرب آسيا في فيتنام، وعلاقتها بابنتها الفيتنامية بالتبني خلال فترة الثلاثينيات إلى الخمسينيات من القرن العشرين .
الفيلم من بطولة كاترين دينوف.

## وصلات خارجية
- مقالات تستعمل روابط فنية بلا صلة مع ويكي بيانات
- IndochineTV